# Горностаевка (Черниговская область)
Горноста́евка (укр. Горностаївка) — село в Черниговском районе Черниговской области Украины. До 19 июля 2020 года входило в состав Репкинского района.
Население 661 человек. Занимает площадь 2,84 км².
Код КОАТУУ: 7424482001. Почтовый индекс: 15010. Телефонный код: +380 51-83.

## Транспорт
Возле села проходит автомагистраль М-01 являющаяся частью европейского маршрута E 95 и трассы Т 2507. Расстояние до районного центра составляет около 43 км.